# Roan Carneiro
Roan Carneiro Pereira, född 2 juni 1978, är en brasiliansk MMA-utövare som tävlar i organisationen Ultimate Fighting Championship.